# Attaque d'Adabda
Guerre du Sahel
Batailles
- Tlemss
- 1re Tilwa
- Tabankort
- Ouraren
- Adrar Bouss
- Agadez et Arlit
- Tchibarakaten
- Mangaïzé
- Tazalit
- 1re Bani Bangou
- 2e Tilwa
- Wanzarbé
- Abala
- Midal
- 1re Tongo Tongo
- 1re Ayorou
- 2e Tongo-Tongo
- Baley Beri
- 1re Inates
- 2e Inates
- Sanam
- Chinégodar
- 2e Ayorou
- 2e Bani Bangou
- Taroun
- Torodi
- Adabda
- Intagamey
- Koutougou
- Tabatol
- Takanamat
- Teguey
- Chatoumane

L'attaque d'Adabda a lieu le 2 novembre 2021, pendant la guerre du Sahel. Elle est menée par l'État islamique dans le Grand Sahara contre une milice d'autodéfense.

## Prélude
En 2021, la communauté de la commune de Bani Bangou forme une milice d'autodéfense afin de s'opposer aux voleurs de bétail et aux djihadistes de l'État islamique dans le Grand Sahara, actifs dans cette région du Niger,,. Cependant la formation de comités de vigilance armés est alors interdit par la loi et aucune milice n'existe officiellement au Niger.
Le maire de Bani Bangou, Oumarou Bobo, un militaire à la retraite, prend la direction de cette milice.  Celle-ci est cependant très mal équipée et sous-entraînée. Certains combattants n'étant armés que de lance-pierres, d'arcs et de flèches . Selon les rescapés, les djihadistes eux, seraient mieux armées que l'armée nigérienne. Selon un guide religieux local, Saïdou Garbèye, « les djihadistes possèdent des armes que même nos soldats ne possèdent pas » .
C'est la première offensive audacieuse du genre lancée par les comités contre des jihadistes depuis leur mise sur pied il y a quelques mois. Cela sera la dernière. « Nous laissons le terrain aux soldats. Nos comités de vigilance vont garder nos villages, nos maisons et nos mosquées où on vient nous tuer », promet Saïdou Garbèye.

## Déroulement
Le 2 novembre 2021, environ 84 miliciens d'autodéfense montés sur 42 motos et menés par le maire de Bani Bangou se portent en direction de la commune boisée d'Adabda, entre Tiloa et la préfecture de Bani Bangou. Leur objectif est de s'emparer d'un informateur de l'État islamique dans le Grand Sahara nommé Tchinbado.
Informé du mouvement, l'État islamique organise une embuscade. Vers 9 h 30, alors que le convoi est à 11 km kilomètres au nord d'Adabda — ou Adab-Dab —, une commune située à 55 km de Banibangou, les djihadistes attaquent et infligent de lourdes pertes aux miliciens du comité de vigilance,,.

## Pertes
D'après RFI : « Les combats auraient été violents. Dans les rangs du comité, seuls 15 rescapés sur 84 sur huit motos sont revenus à leur base du village de Dinara, à sept km de Bani Bangou ». Le bilan de 69 morts est confirmé le 4 novembre par les autorités nigériennes après la découverte des dépouilles par l'armée. Le maire de Bani Bangou, Oumarou Bobo, compte parmi les victimes,. Les corps sont enterrés sur les lieux de l'embuscade.

## Suites
En réponse à l'attaque, le gouvernement nigérien ordonne à l'armée de ratisser toute la zone à la recherche de suspects, mais les terroristes auraient déjà quitté le Niger vers le Mali selon plusieurs témoins. Le gouvernement a déclaré deux jours de deuil national sur tout le territoire national,.
Le vendredi 5 novembre 2021, une nouvelle attaque de l'État islamique dans le Grand Sahara vient endeuiller la région. Dans le village de Dagnè, dans le canton d'Anzourou à cinq heures de route de Banibangou, une position de l'armée est la cible d'une attaque, les assaillants sont lourdement armés mais les militaires résistent et l'EIGS bat en retraite.
Entre quinze et dix-huit soldats ont perdu la vie dans les combats et plusieurs sont portés disparus. À la suite de l'attaque, l'armée organise de nouveau un ratissage de la région,,.
Un notable local, Garba Alzouma déclare : « Le drame auquel nous sommes confrontés ici à Tillabéri est insupportable. Nous passons plus de temps à enterrer les morts qu'à travailler à cause des attentats terroristes qui ont repris ».

## Vengeance
Le 17 décembre 2021, les miliciens de Bani-Bangou arrête un convoi en provenance de Toukounous. Plus d'une dizaine de civils peuls sont exécutés .